# Thomas Long
Pour les articles homonymes, voir Long.
Thomas Long est un navigateur américain du XIXe siècle, célèbre pour avoir découvert l'île Wrangel.

## Biographie
Baleinier, il commande en 1867 le Nile en mer des Tchouktches pour y rechercher de nouvelles zones de pêche. Le 14 août, une importante terre est signalée dans le nord-est. Thomas Long la nomme île de Wrangel en hommage à l'explorateur russe Ferdinand von Wrangel qui, en 1820, soupçonnant l’existence de cette île avait passé quatre années à tenter de l'atteindre en traineaux. 
Thomas Long explore, sans y débarquer, la côte sud de l'île Wrangel qu'il cartographie puis repart pour le détroit de Béring. 

## Hommage
Le détroit qui sépare l'île Wrangel du continent a été nommé en son honneur et non en celui de George Washington De Long tel que souvent indiqué.